# Arrancourt
Arrancourt é uma comuna francesa na região administrativa da Ilha de França, no departamento de Essonne. Estende-se por uma área de 7.40 km². Em 2010 a comuna tinha 149 habitantes (densidade: 20,1 hab./km²).